# Valkűr

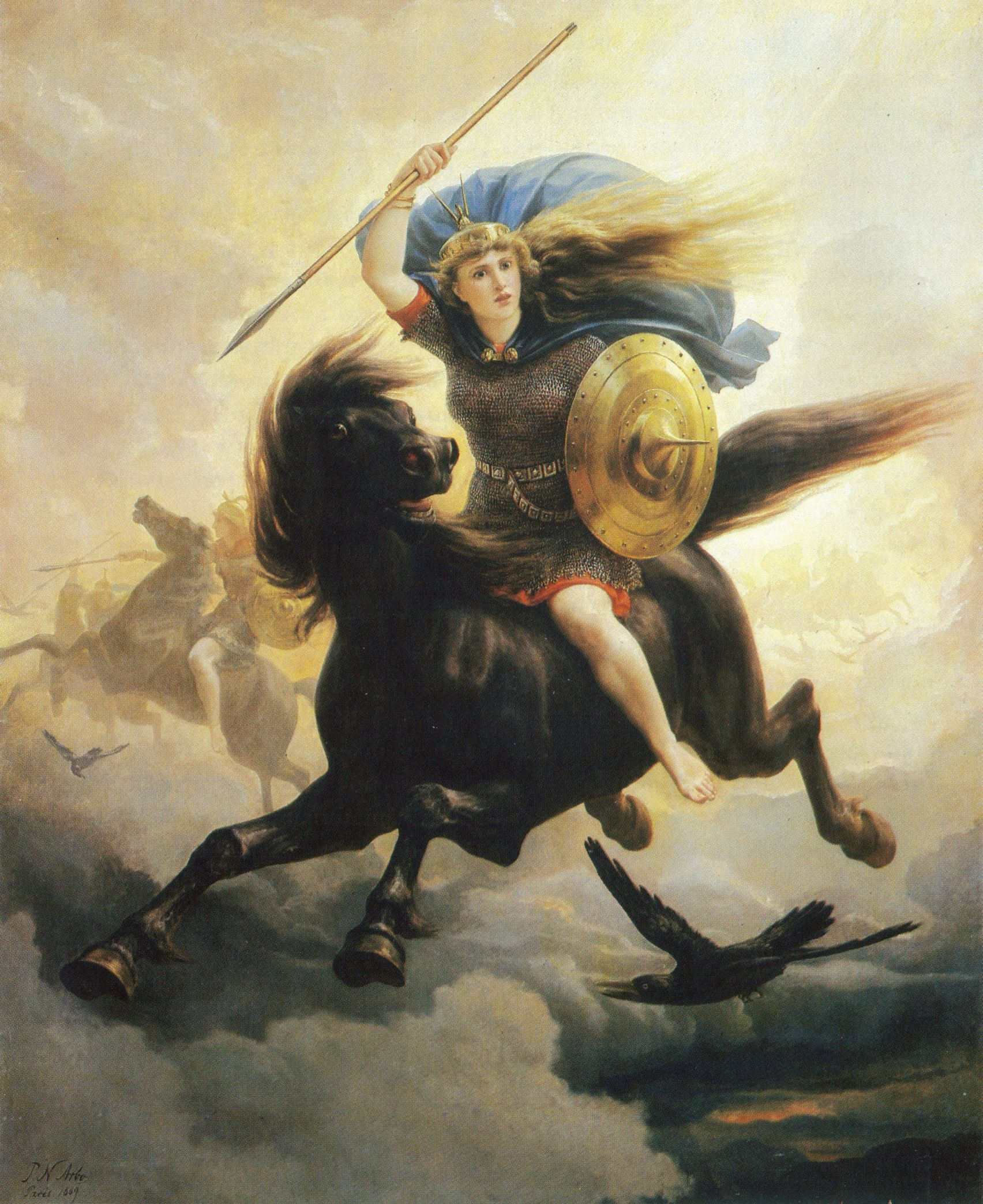
Valkűr - Peter Nicolai Arbo, 1869.

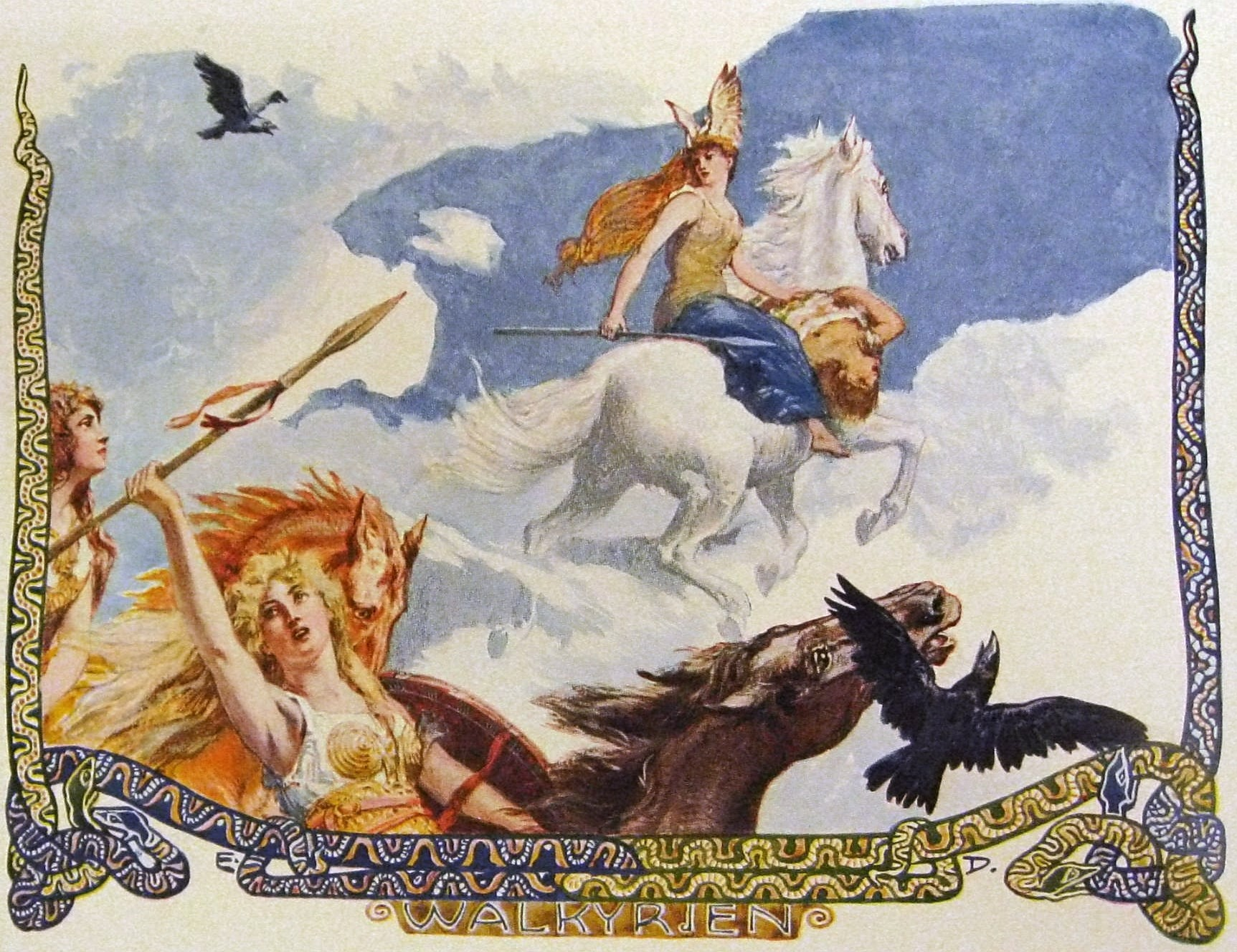
„Valkűrök” – Emil Doepler, 1905.

A valkűrök a skandináv mitológiában úgynevezett diszek (dísir), kisebb jelentőségű istenségek, Odin szolgálói. A feladatuk az volt, hogy kiválasszák a csatában elesettek közül a leghősiesebbeket, és a Valhallába vigyék őket, hogy einherjarok legyenek belőlük. Az einherjarokra Odinnak volt szüksége, hogy az oldalán küzdjenek a világvégén (Ragnarök) elkövetkező előre megjósolt csatában.
Azonban úgy tűnik, hogy nem volt éles különbség a valkűrök és a nornák – a végzet istennői – között. Például Skuld egyszerre volt norna és valkűr, és a Darraðarljóð szerint a valkűrök szövik a háború hálóját.
A modern művészetekben a valkűröket néha szárnyas lovakon száguldó gyönyörű védelmező szüzekként (Shieldmaiden) ábrázolják, sisakban, lándzsákkal felfegyverkezve. Azonban a „valkűr lova” egy metafora volt a farkasra (lásd Rök rúnakő), így a közhellyel ellentétben a valkűröknek nem voltak szárnyas lovai. A hátasaik inkább rémisztő farkasfalkák voltak, akik a halott harcosok tetemeinél gyülekeztek. Jóllehet farkasokon jártak, maguk a valkűrök hollószerűnek tűntek, akik a csatamező felett repülve választották ki a hős elesetteket. Így a lezajlott csaták helyszínét ellepő farkasok és hollók hordáira úgy tekintettek, mint magasabb célt szolgáló lényekre.
A valkűrök eredetéről nem maradt fenn konkrét írásos emlék, de az ismertebb valkűrök közül sokról tudható, hogy halandó szüleik voltak.
A valkűrök páncélja „furcsa, vibráló fényt áraszt, amely fel-felvillan az északi égbolton, létrehozva azt, amit az emberek Aurora Borealisnak, avagy északi fény-nek hívnak”.

## Etimológia
A valkűr az óészaki valkyrja (többes számban valkyrur) szóból ered, a val (öldöklés) és kyrja (választani) szavak összetételéből. Pontos jelentése: az elesettek kiválasztói. Rokon formái az óangol wælcyrige és a német Walküre szavak.

## Jelentősebb valkűrök

A valkűr virrasztása (Edward Robert Hughes festménye)

Számos valkűr játszik fontos szerepet a fennmaradt mítoszokban. Az ismertebb valkűrök, valamint az említésük helye:
- Brünhild – Völsunga saga
- Hildr – Hedin és Högni legendája, és a Ragnarsdrápa
- Sigrdrífa – Sigrdrífumál
- Sigrún – Helgakviða Hundingsbana II
- Sváva – Helgakviða Hjörvarðssonar
- Ölrún, Svanhvít, és Alvitr – Völundarkviða
- Thrúd – Thor leánya

Más források szerint több valkűr is figyelemreméltó szerepet játszik az északi mitológiában, mint például Gunnr (akit a Rök rúnakő említ) és Skögul (akinek nevét egy 13. századi bergeni rúnafelirat őrzi). Több valkűr nevét örökíti meg ezeken kívül a nafnaþulur, a Grímnismál, a Völuspá, és a Darraðarljóð, amelyek több nevet különböző változatokban is említenek. Sokuknak egyértelműen háborúval kapcsolatos a jelentése: például Hjörþrimul – „kardok csatája”, Geirahöð – „lándzsák harca”.
Hogy hány egyéni mitológiai lényt takar a források által említett nevek sokasága, az vitatható. Valószínű, hogy sokuk nem is volt több, mint egy név, mindenesetre csak kevesen szerepelnek közülük a fennmaradt legendákban.

## Valkűrök a modern kultúrában
Richard Wagner sokat merített az északi mítoszokból, ideértve a valkűr Brünhild (Brynhildr) és a harcos Szigfrid (Sigurðr) történetét, amely megjelenik A walkür és Az istenek alkonya című operáiban. Ezek az ábrázolások vezettek a valkűrök modern reprezentációihoz, amelyek a csatamező egén farkasokon lovagló, vérrel befröcskölt, rikoltó alakok helyett sokkal inkább romanticizált, szárnyas lovakon száguldó, fehérbe és aranyba öltözött ősi hajadonokként jelenítik meg őket.

## Fordítás
- Ez a szócikk részben vagy egészben a Valkyrie című angol Wikipédia-szócikk fordításán alapul.  Az eredeti cikk szerkesztőit annak laptörténete sorolja fel. Ez a jelzés csupán a megfogalmazás eredetét és a szerzői jogokat jelzi, nem szolgál a cikkben szereplő információk forrásmegjelöléseként.